# متیو کسیدی
متیو کسیدی (انگلیسی: Matthew Cassidy؛ زادهٔ ۲ اکتبر ۱۹۸۸) بازیکن فوتبال اهل بریتانیا است.
از باشگاه‌هایی که در آن بازی کرده‌است می‌توان به باشگاه فوتبال انوسیس نئون پارالیمنی، باشگاه فوتبال بولتون واندررز، باشگاه فوتبال هاید، و باشگاه ورزشی لیماسول اشاره کرد.
وی همچنین در تیم‌های ملی فوتبال Republic of Ireland national under-17 football team و Republic of Ireland national under-19 football team بازی کرده‌است.